# Alpha Bangura
Alpha Bangura (conocido en Libia como Alfath Mohamed Belgasem; Freetown, Sierra Leona, 4 de febrero de 1980) es un exbaloncestista sierraleonés nacionalizado estadounidense, que representó a Libia a nivel internacional. Con 1,93 metros de altura, jugaba en la posición de escolta. Luego de actuar en la NCAA, jugó profesionalmente en diversos equipos de América, Europa, Asia y África. 

## Trayectoria
Nacido en Sierra Leona en 1980 pero emigrado a los Estados Unidos en 1984, Bangura estudió en la Eleanor Roosevelt High School de Greenbelt, Maryland, donde jugó para los Mustangs -el equipo de la institución- junto a otros jugadores que luego actuarían profesionalmente como Delonte Holland, Delonte West y Eddie Basden.
Fue reclutado en 1998 por la Universidad de Monmouth, incorporándose así a los Hawks. Sólo compitió con ese equipo en una temporada de la Northeast Conference, transfiriéndose a la St. John's University. Allí, luego de un año como redshirt, pudo actuar por dos temporadas en la Big East Conference como miembro del Red Storm. 
Aunque tuvo la posibilidad de permanecer un año más en la universidad, Bandura renunció a ello y optó por presentarse al Draft de la NBA de 2002, donde finalmente ninguna franquicia lo terminó seleccionando. Aun así prosiguió con su proyecto de convertirse en jugador profesional. 
Sus primeros destinos fueron los Brooklyn Kings de la USBL y los Charleston Lowgators de la NDBL. En septiembre de 2004 asistió a un campo de entrenamiento de los Washington Wizards que le sirvió para conseguir un contrato con el equipo, pero diez después se convirtió en agente libre. En consecuencia se unió a los Sioux Falls Skyforce de la CBA.
En enero de 2005 dejó los Estados Unidos para comenzar a jugar en el extranjero, tras ser contratado por el equipo portugués Benfica. Concluida esa experiencia, disputó 8 partidos con los Guaiqueríes de Margarita de la Liga Profesional de Baloncesto de Venezuela antes de regresar a los Estados Unidos y participar de la NBA Summer League como miembro de Los Angeles Clippers.
Tras un breve y fallido paso por el baloncesto israelí, retornó a la CBA en noviembre de 2005 como jugador del Michigan Mayhem, pero un mes después abandonó el equipo a causa de una lesión. Ya recuperado, volvió a la acción en la misma liga pero vistiendo la camiseta del Idaho Stampede. Sin embargo poco después, a fines de enero de 2006, Bangura se unió al Tenerife Baloncesto de la Liga LEB como reemplazo de Galen Young.
Tras disputar la NBA Summer League de 2006 con el Orlando Magic y no ser considerado por ninguna franquicia como un refuerzo para sus planteles, el escolta optó por jugar fuera de los Estados Unidos. De ese modo estuvo en Japón, Puerto Rico, Líbano, Kuwait y Venezuela.
En 2008 fue contratado por los Rio Grande Valley Vipers de la NBA Development League, pero su equipo lo intercambió al Bakersfield Jam por Jeff Trepagnier en marzo de 2009. Esa sería la última experiencia de Bangura en el baloncesto profesional estadounidense.
Posteriormente jugaría en Líbano, Filipinas, Venezuela, República Dominicana, Colombia, Catar, Egipto y se retiraría luego de jugar para los Incheon Electroland Elephants de la KBL de Corea del Sur.

## Selección nacional
En 2009 la Federación de Baloncesto de Libia lo contactó para ofrecerle la posibilidad de obtener la nacionalidad libia y jugar para su selección nacional. Bangura aceptó la propuesta, por lo que adoptó el nombre de Alfath Mohamed Belgasem. El jugador sugirió que el entrenador del equipo libio fuese Kevin Nickelberry -a quien conocía de su época como jugador en Monmouth- y ayudó a reclutar a Randy Holcomb y a Hiram Fuller para fortalecer al plantel. 
Libia disputó así el Campeonato FIBA África de 2009, terminando en la decimoprimera ubicación.